# Toshio Shoji
Toshio Shoji, född 25 augusti 1940, död 28 april 2023, var en japansk simmare.
Shoji blev olympisk bronsmedaljör på 4 x 200 meter frisim vid sommarspelen 1964 i Tokyo.